# Amédée Borrel

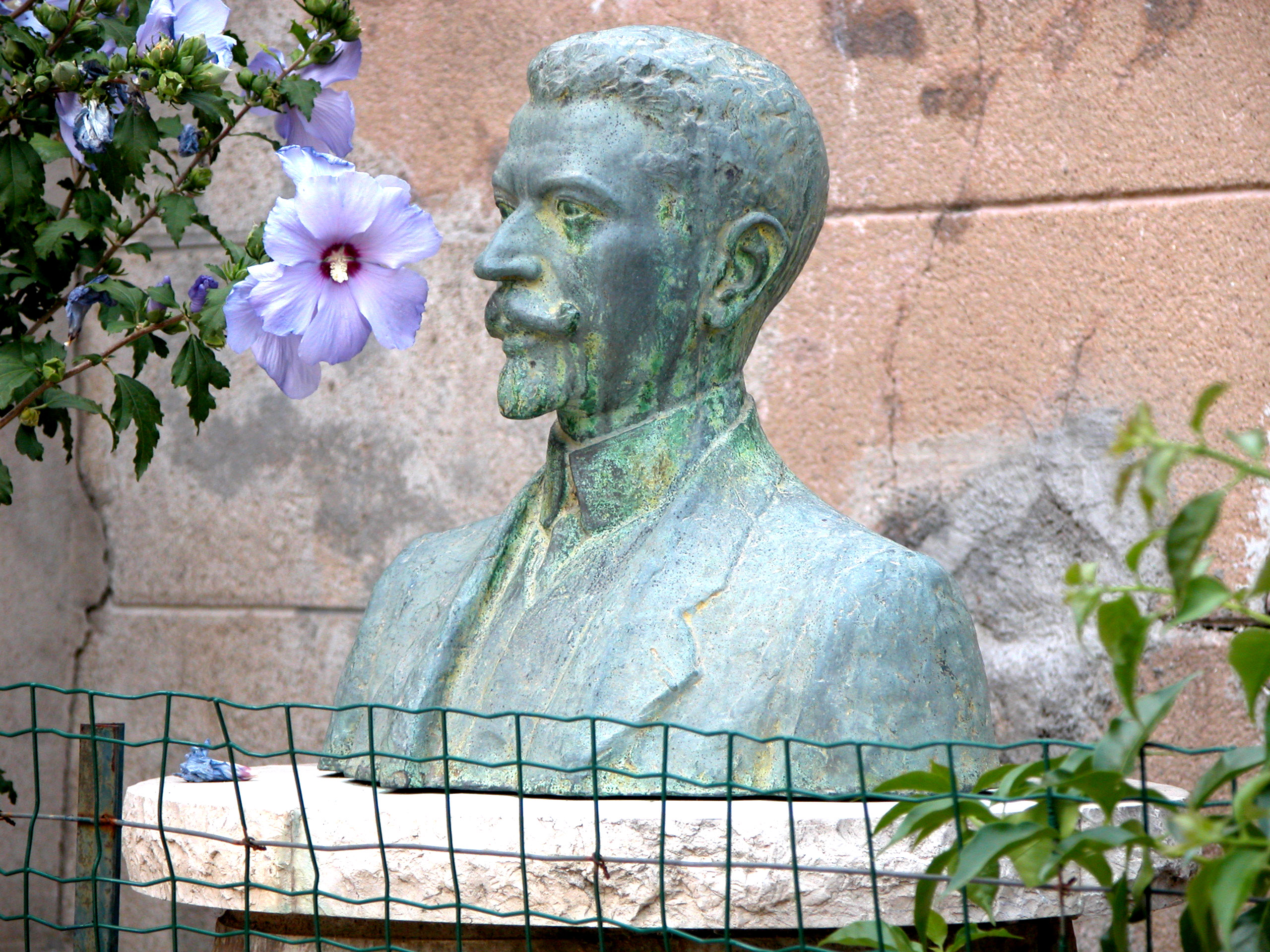
Büste von Amédée Borrel

Amédée Borrel (* 1. August 1867 in Cazouls-lès-Béziers; † 15. September 1936 in Straßburg) war ein französischer Mediziner und Bakteriologe.
Borrel studierte Naturwissenschaften an der Universität Montpellier und wurde dort 1890 promoviert. Anschließend ging er zu Ilja Metschnikow an das Pariser Institut Pasteur. Er beschäftigte sich dort mit Forschung zur Tuberkulose und mit der Suche nach einem Impfstoff gegen die Pest. 1919 übernahm er einen Lehrstuhl für Bakteriologie an der Universität Straßburg.
Er untersuchte u. a. bakteriell verursachte Tierseuchen sowie Übertragungsmechanismen und Therapiemöglichkeiten bei viralen Krebserkrankungen. Nach ihm sind die Borrelien benannt.